# 에르고딕성
확률론에서 에르고딕 동역학계는, 대략적으로 설명하면, 해당 시스템의 위상 공간에서 시스템 상태들의 공간에 대해 평균하면 시간에 따라 평균적으로 동일한 행동을 보인다. 물리학에서 이 용어는 시스템이 열역학의 에르고딕 가설을 만족하는 시스템임을 함축한다.
무작위 프로세스는 시간에 따른 평균이 확률 공간에서의 평균과 같으면 에르고딕하며, 열역학 분야에서는 앙상블 평균으로 알려져 있다. 긴 시간 후의 에르고딕 프로세스 상태는 초기 상태로부터 거의 독립적이 된다.

동역학계 이론에서 에르고딕성(ergodic性, 영어: ergodicity)은 어떤 동역학계의 궤적이 거의 항상 공간 전체를 밀집하게 채우는 성질을 뜻한다. 에르고딕성을 보이는 동역학계를 연구하는 수학 분야를 에르고딕 이론(ergodic理論, 영어: ergodic theory)이라고 한다. 에르고딕성 계는 에르고딕성 가정(en:Ergodic hypothesis)을 충족시킨다.

## 정의
확률 공간 {\displaystyle (X,\Sigma ,\mu )} 위의 측도 보존 변환(測度保存變換, 영어: measure-preserving transformation) {\displaystyle T\colon X\to X}은 다음 조건을 만족시키는 가측 함수이다.
{\displaystyle \mu \circ T^{-1}=\mu \colon \Sigma \to [0,1]}
여기서 {\displaystyle T^{-1}\colon \Sigma \to \Sigma }는 가측 집합의 원상 함수이다.
확률 공간 {\displaystyle (X,\Sigma ,\mu )} 위에 측도 보존 변환 {\displaystyle T\colon X\to X}가 주어졌다고 하자. 다음 네 조건은 서로 동치이며, 만약 이 조건이 성립한다면 {\displaystyle T}가 {\displaystyle \mu }에 대한 에르고딕 변환(영어: ergodic transformation)이라고 한다.
- 모든 가측 집합 {\displaystyle E\in \Sigma }에 대하여, {\displaystyle T^{-1}(E)=E}라면 {\displaystyle \mu (E)\in \{0,1\}}이다.
- 모든 가측 집합 {\displaystyle E\in \Sigma }에 대하여, {\displaystyle \mu (T^{-1}(E)\setminus E\cup E\setminus T^{-1}(E))=0}이라면 {\displaystyle \mu (E)\in \{0,1\}}이다.
- 모든 가측 집합 {\displaystyle E\in \Sigma }에 대하여, {\displaystyle \mu (E)>0}이라면 다음이 성립한다.
{\displaystyle \mu \left(\bigcup _{n=1}^{\infty }T^{-n}(E)\right)=1}
- 모든 가측 집합 {\displaystyle E,F\in \Sigma }에 대하여, {\displaystyle \mu (E),\mu (F)>0}이라면 다음 부등식을 만족시키는 양의 정수 {\displaystyle n\in \mathbb {Z} ^{+}}이 존재한다.
{\displaystyle \mu \left(T^{-n}(E)\cap F\right)>0}

## 성질
확률 공간 {\displaystyle (X,\Sigma ,\mu )} 위의 측도 보존 변환 {\displaystyle T\colon X\to X}이 주어졌다고 하자. 그렇다면, {\displaystyle T}에 대하여 불변인 {\displaystyle \Sigma }-가측 집합들의 시그마 대수
{\displaystyle {\mathcal {C}}=\{S\in \Sigma \colon T^{-1}(S)=S\}}
를 정의하자.
확률 공간 {\displaystyle (X,\Sigma ,\mu )} 위의 실수값의 확률 변수 {\displaystyle f\colon X\to \mathbb {R} }의 절댓값이 기댓값을 갖는다고 하자.
{\displaystyle \operatorname {E} (|f|)=\int _{X}|f|<\infty }
이 경우, {\displaystyle f}의 {\displaystyle n} 단위만큼 시간 변환을 가한 시간 평균(영어: time average)
{\displaystyle {\frac {1}{n}}\sum _{k=0}^{n-1}f(T^{k}x)}
과 공간 평균(영어: space average)
{\displaystyle \operatorname {E} (f)=\int _{X}f\,d\mu }
을 생각할 수 있다. 이 둘은 일반적으로 다르지만, 버코프 에르고딕 정리(영어: Birkhoff’s ergodic theorem)에 따르면 만약 {\displaystyle T}가 에르고딕 변환이라면, 공간 평균은 무한한 시간 평균의 극한과 일치한다.
구체적으로, {\displaystyle T}가 에르고딕 변환이라고 가정하지 않았을 때, 임의의 {\displaystyle x\in X}에 대하여 거의 확실하게 다음이 성립한다.
{\displaystyle \lim _{n\rightarrow \infty }\;{\frac {1}{n}}\sum _{k=0}^{n-1}f(T^{k}x)=\operatorname {E} (f|{\mathcal {C}})(x)}
여기서 {\displaystyle \operatorname {E} (f|{\mathcal {C}})\colon X\to \mathbb {R} }는 {\displaystyle {\mathcal {C}}}에 대한 {\displaystyle f}의 조건부 기댓값이다.
만약 {\displaystyle T}가 에르고딕 변환이라고 추가로 가정하면, {\displaystyle {\mathcal {C}}}는 측도 0 또는 1의 집합으로만 구성된다.
{\displaystyle {\mathcal {C}}\subseteq \left\{S\in \Sigma \colon \mu (S)\in \{0,1\}\right\}}
따라서, 임의의 {\displaystyle x\in X}에 대하여 거의 확실하게 {\displaystyle \operatorname {E} (f|{\mathcal {C}})(x)=\operatorname {E} (f)}이며, 임의의 {\displaystyle x\in X}에 대하여 거의 확실하게 다음이 성립한다.
{\displaystyle \lim _{n\to \infty }{\frac {1}{n}}\sum _{k=0}^{n-1}f(T^{k}x)=\operatorname {E} (f)}

### 폰 노이만 에르고딕 정리
확률 공간 {\displaystyle (X,\Sigma ,\mu )} 위의 확률 보존 변환 {\displaystyle T\colon X\to X}은 그 L2 공간 위에 유니터리 작용소
{\displaystyle U\colon L^{2}(X;\mathbb {R} )\to L^{2}(X;\mathbb {R} )}
{\displaystyle U\colon f\mapsto f\circ T}
를 정의한다. 이를 사용하여, 에르고딕 정리를 일반적인 힐베르트 공간 위의 유니터리 작용소에 대한 정리로 일반화할 수 있으며, 이를 폰 노이만 에르고딕 정리(영어: von Neumann ergodic theorem)라고 한다.
구체적으로, 힐베르트 공간 {\displaystyle {\mathcal {H}}} 위에 유니터리 작용소 {\displaystyle U\colon {\mathcal {H}}\to {\mathcal {H}}}가 주어졌다고 하고, {\displaystyle \operatorname {Proj} _{\ker(1-U)}}가 {\displaystyle \ker(1-U)}로의 사영 작용소라고 하자. 그렇다면, {\displaystyle n^{-1}(1+U+\cdots +U^{n-1})}은 강한 작용소 위상에 대하여 다음과 같이 수렴한다.
{\displaystyle \lim _{n\to \infty }n^{-1}\sum _{k=0}^{n-1}U^{k}=\operatorname {Proj} _{\ker(1-U)}}
즉, 모든 {\displaystyle |f\rangle \in {\mathcal {H}}}에 대하여, 다음이 성립한다.
{\displaystyle \lim _{n\to \infty }\left\|n^{-1}\sum _{k=0}^{n-1}U^{k}|f\rangle -\operatorname {Proj} _{\ker(1-U)}|f\rangle \right\|=0}

## 역사
1885년에 루트비히 볼츠만은 통계역학에서 독일어: Ergode 에르고데[*]라는 단어를 최초로 사용하였다. 이 단어는 고대 그리스어: ἔργον 에르곤[*](일) + 고대 그리스어: ὁδός 호도스[*] (경로)에서 유래하는데, 이는 볼츠만이 원래 "에르고데"를 하나의 운동 상수(즉, 에너지)만을 갖는 정적 통계역학적 계로 정의하였기 때문이다. 이후 앙리 푸앵카레가 삼체 문제를 연구하기 위하여 1890년에 푸앵카레 재귀정리를 발표하였다.
에렌페스트 부부(파울 에렌페스트, 타티아나 에렌페스트(독일어: Tatiana Ehrenfest)는 1912년에 "에르고딕 가설"(독일어: Ergodenhypothese 에르고덴휘포테제[*])이라는 용어를 현대적인 의미로 최초로 사용하였다.
버코프 에르고딕 정리와 폰 노이만 에르고딕 정리는 1930년대 초에 증명되었다. 존 폰 노이만은 자신의 에르고딕 정리를 증명한 뒤 이를 1931년 10월 조지 데이비드 버코프에게 거론하였고, 버코프는 곧 버코프 에르고딕 정리를 증명하였다. 버코프는 자신의 에르고딕 정리를 1931년 12월에 먼저 출판하였고, 이후 폰 노이만은 자신의 에르고딕 정리를 이듬해 1932년에 출판하였다.

## 응용
통계역학은 매우 큰 계의 성질의 시간에 대한 통계를 연구한다. 매우 큰 계의 미시적 동역학은 매우 복잡하며 연구하기 힘들다. 그러나 만약 계의 동역학이 에르고딕 변환이라고 가정한다면, 즉 임의의 상태 영역에 가능한 미시상태에 대해 같은 확률로 도달 가능하다고 가정한다면, 버코프 에르고딕 정리에 따라서 계의 성질들의 시간 평균은 공간 평균과 같다. 따라서, 에르고딕성을 가정한다면 계의 모든 가능한 상태들에 대한 (공간) 평균을 계산하여, 계의 시간 통계를 유추할 수 있다. 이를 통계역학의 에르고딕 가설(영어: ergodic hypothesis)이라고 한다.

## 같이 보기
- 푸앵카레 재귀정리